# Torvald Åkesson

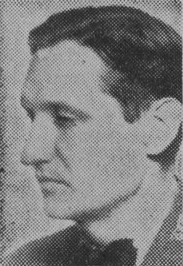
Torvald Åkesson

Nils Olof Torvald Åkesson, född 11 maj 1910 i Malmö, död 5 november 1990, var en svensk arkitekt.
Åkesson, som var son till byggmästare N.S. Åkesson och Ida Månsdotter, utexaminerades från Kungliga Tekniska högskolan 1937 och från Kungliga Konsthögskolan 1941. Han var anställd hos professor Fritz Höger i Hamburg, arkitekt Sven Ivar Lind, arkitekt Sune Lindström och professor Gunnar Asplund, därefter chefsarkitekt vid Lantbruksförbundets Byggnadsförening och assistent i husbyggnadslära II vid Kungliga Tekniska högskolan. Han blev byråchef vid Lantbruksstyrelsen 1948, var chefsarkitekt där från 1960 och biträdande lärare i lantbruksbyggnadslära vid Kungliga Tekniska högskolan 1946–1961 och speciallärare i husbyggnadslära vid Lantbrukshögskolan 1945–1961. Han var chef för forskningsavdelningen vid Ethio-Swedish Institute of Building Technology i Addis Abeba 1961–1963 och site architect i Dar es-Salaam 1963–1965. Han var slutligen professor i arkitektur vid Lunds tekniska högskola 1967–1976, prefekt 1970–1976 och dekanus 1973–1976. 
Åkesson var bland annat styrelseledamot i Statens forskningsanstalt för lantmannabyggnader från 1943 och i Föreningen för samhällsplanering, ledamot av Byggstandardiseringen, Metallnormcentralen, Lantbrukets brandskyddskommitté, samarbetsdelegationen för husdjurshygien, representant i SIS och svensk representant i byggnadsfrågor inom jordbruket i Organisation for European Economic Co-operation (OEEC).
Torvald Åkesson är begravd på Snårestads kyrkogård.

## Bibliografi

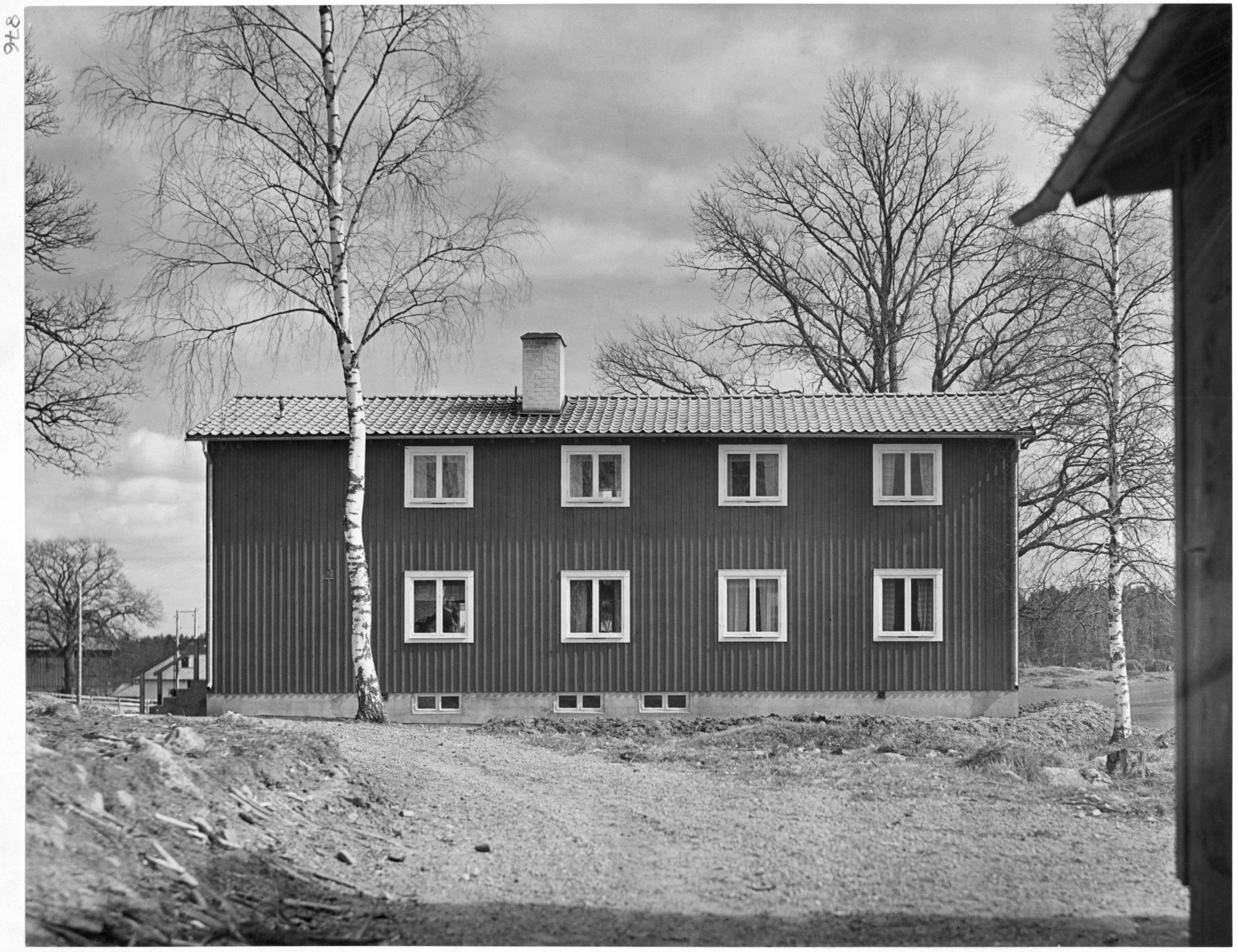
Mangårdsbyggnad i Ringarum